# Scotorepens
Scotorepens (Troughton, 1943) è un genere di pipistrelli della famiglia dei Vespertilionidi, comunemente noti come pipistrelli dal naso largo.

## Descrizione

### Dimensioni
Al genere Scotorepens appartengono pipistrelli di piccole dimensioni, con lunghezza della testa e del corpo tra 37 e 65 mm, la lunghezza dell'avambraccio tra 27 e 40 mm, la lunghezza della coda tra 25 e 42 mm e un peso fino a 18 g.

### Caratteristiche craniche e dentarie
Il cranio è appiattito, il rostro è relativamente sottile mentre la cresta sagittale è spesso assente. Gli incisivi superiori sono inclinati in avanti e non in contatto con i canini. Il terzo molare superiore è notevolmente ridotto.
Sono caratterizzati dalla seguente formula dentaria:

### Aspetto
Le parti superiori variano dal marrone al fulvo-olivastro, mentre le parti inferiori sono più chiare. Il muso è molto largo, dovuto alla presenza di due grandi masse ghiandolari sui lati. Le orecchie possono essere strette o moderatamente larghe, mentre il trago è curvato in avanti. Le membrane alari sono attaccate posteriormente alla base del quinto dito, il calcar è lungo e fornito di un lobo terminale piccolo. La coda è lunga ed inclusa completamente nell'ampio uropatagio.

## Distribuzione
Il genere è diffuso a Timor, in Nuova Guinea e Australia.

## Tassonomia
Il genere comprende 4 specie.
- Scotorepens balstoni
- Scotorepens greyi
- Scotorepens orion
- Scotorepens sanborni